# Samachique
Samachique es una localidad del estado mexicano de Chihuahua. Es parte del municipio de Guachochi.

## Toponimia
El nombre «Samachique» proviene del término en tarahumara samichí. Su significado es «milpas mojadas».

## Demografía
| Gráfica de evolución demográfica |
|                                  |

| Censo | Población |
| ----- | --------- |
| 1910  | 249       |
| 1921  | —         |
| 1930  | 494       |
| 1940  | 147       |
| 1950  | 147       |
| 1960  | 89        |
| 1970  | 151       |
| 1980  | 376       |
| 1990  | 618       |
| 2000  | 891       |
| 2010  | 1 241     |
| 2020  | 1 388     |